# Le Chapelier et son château (film)
Le Chapelier et son château (Hatter's Castle) est un film britannique réalisé par Lance Comfort et sorti en 1942, d'après le roman éponyme de A. J. Cronin.

## Synopsis
L'histoire de la catastrophe ferroviaire du pont sur le Tay en 1879...

## Fiche technique
- Titre : Le Chapelier et son Château
- Titre original : Hatter's Castle
- Réalisation : Lance Comfort
- Scénario : Rudolf Bernauer, Paul Merzbach, et Rodney Ackland (en), d'après le roman d'A. J. Cronin
- Production : Isadore Goldsmith
- Société de production : Paramount Pictures (British)
- Musique : Horace Shepherd
- Photographie : Mutz Greenbaum
- Direction artistique : James A. Carter
- Montage : Douglas Robertson
- Pays d'origine :  Royaume-Uni
- Format : Noir et blanc - Mono - 35 mm
- Genre : Drame
- Durée : 102 minutes
- Dates de sorties :
  - 2 février 1942 (Royaume-Uni)
  - 2 mars 1949 ( France)

## Distribution
- Robert Newton : James Brodie
- Deborah Kerr : Mary Brodie
- James Mason : le docteur Renwick
- Emlyn Williams : Dennis
- Henry Oscar : Grierson
- Enid Stamp-Taylor : Nancy
- Beatrice Varley : Mrs. Brodie
- Anthony Bateman : Angus Brodie
- June Holden : Janet
- George Merritt : Gibson
- Laurence Hanray : le docteur Lawrie